# Tramagal
 (octobre 2012).
Si vous disposez d'ouvrages ou d'articles de référence ou si vous connaissez des sites web de qualité traitant du thème abordé ici, merci de compléter l'article en donnant les références utiles à sa vérifiabilité et en les liant à la section « Notes et références ».
Tramagal est une ville et un municipe portugaise de Abrantes dans la région Centre.

## Population
- 2001 : 4.043 hab.

## Sport
- football : Tramagal Sport União (fondé en 1922)